# Дашков, Пётр Григорьевич
Пётр Григорьевич Дашков (Гурьевич) — московский дворянин и воевода во времена правления Ивана IV Васильевича Грозного, Фёдора Ивановича, Бориса Годунова, Василии IV Ивановиче Шуйском, Смутное время и царствование Михаила Фёдоровича.
Старший сын Григория Даниловича Дашкова по прозванию Гур, из дворянского рода Дашковы.

## Биография
Поддатень к рынде в царской свите, в походе против крымского хана Девлет-Гирея (сентябрь 1571). Послан на Пахру и Венёв (1607). Московский дворянин (с 1611). Воевода в Новоспасском монастыре для защиты от ногайцев (1615—1616), Угличе (1617—1618 и 1623). За московское осадное сидение при царе В. И. Шуйском пожалован вотчиной, его Ярославское поместье (1621), на что дана подтвердительная грамота (08 августа 1621). Исполнял дворцовые службы (1625—1627). Неоднократно приглашался к Государеву столу (1626 и 1627).
Имел двух бездетных сыновей: Агапия и Алферия Петровичей, убитых под Можайском литовцами в Смутное время.